# Settimio Borsari
Settimio Borsari (falecido a 29 de abril de 1594) foi um prelado católico romano que serviu como bispo de Casale Monferrato (1592–1594) e bispo de Alessano (1591–1592).

## Biografia
No dia 20 de novembro de 1591, Settimio Borsari foi nomeado Bispo de Alessano pelo papa Inocêncio IX. A 30 de novembro de 1591, foi consagrado bispo por Girolamo Bernerio, bispo de Ascoli Piceno, tendo Galeazzo Moroni, bispo de Macerata e Tolentino, e Ottavio Abbiosi, bispo de Pistoia, servindo como co-consagradores.
A 12 de junho de 1592, foi nomeado bispo de Casale Monferrato pelo papa Clemente VIII, onde serviu como bispo até à sua morte a 29 de abril de 1594.